# Estamos locos… ¿o qué?
Estamos locos… ¿o qué? es el tercer álbum de estudio publicado por la banda de rock Hombres G. grabado en febrero de 1987, en los estudios Yellow 2 y Strawberry de Mánchester, Inglaterra y mezclado la primera semana de marzo de 1987 en los Air Studios de Londres, Inglaterra. Su lanzamiento se produjo en el año 1987. Producido por Paco Martín y el chileno Carlos Narea.
Los sencillos fueron: "Una mujer de bandera", "No, no, no, "¿Qué te he hecho yo?", "Y cayó la bomba (fétida)", y "Temblando". Los colaboradores del mismo fueron Richie Close (teclados), Alberto Gallo y el propio Carlos Narea (coros en "Mis amigos").
Un mes antes de publicarse tenía reservas de preventa de 100.000 unidades, cantidad ampliamente superada cuando el disco salió al mercado.

## Lista de canciones
Todas las canciones escritas y compuestas por David Summers. 
| Estamos locos... ¿o qué? |                            |          |  |
| N.º                      | Título                     | Duración |  |
| 1.                       | «Una mujer de bandera»     | 3:06     |  |
| 2.                       | «Sólo me faltas tú»        | 2:35     |  |
| 3.                       | «Mis amigos»               | 4:30     |  |
| 4.                       | «Solo otra vez»            | 3:45     |  |
| 5.                       | «Huellas en la baja mar»   | 3:27     |  |
| 6.                       | «No, no...no»              | 3:08     |  |
| 7.                       | «Y cayó la bomba (fétida)» | 3:54     |  |
| 8.                       | «En mi coche»              | 4:02     |  |
| 9.                       | «¿Qué te he hecho yo?»     | 2:31     |  |
| 10.                      | «Temblando»                | 3:13     |  |
| 34:18                    |                            |          |  |